# Светолик Никачевић
Светолик Никачевић (Орашац, Прибојска Бања, 5. јун 1905 — Београд, 27. октобар 1987) био је српски филмски и позоришни глумац, један од најпопуларнијих глумаца у периоду измећу два рата.

## Биографија
Уздигао се на висок уметнички ниво још пре рата 1941, када су сценом владали Љубинка Бобић, Мата Милошевић, Жанка Стокић, стваралачком снагом, лепотом и богатством свога дара. Поседовао је најлепше квалитете за тумачење драмских хероја – изузетно атрактивне појаве, беспрекорне дикције (спадао је међу неколико београдских глумаца који су најлепше и најправилније говорили на сцени), освајао је наклоност и публике и критике.
Пошто је завршио поштанско-телеграфску школу и трговачку академију, на сцену је први пут ступио у Народном позоришту у Скопљу 1922; од 1926. до 1928. је био стални члан Српског народног позоришта у Новом Саду где је остварио своје прве велике успехе; 1928. се враћа у Скопље где остаје до 1935, кад прелази у Народно позориште у Београду. Други светски рат проводи у заробљеничким логорима у Немачкој и Италији, а 1943. бежи у Швајцарску. После рата одлази у Јужну Америку и у Београд се враћа 1965. Кратко време је члан Савременог позоришта , па Југословенског драмског позоришта и поново Народног позоришта – од 1968. до 1977, кад одлази у пензију..

## Књижевни рад
Заједно са братом Миодрагом (1899, Средска, Призрен – 1981, Београд) за време Првог светског рата преко Солуна прелази бродом у Француску, где се обојица школују у Барселони, Екс-ан-Провансу и Болијеу. Солидног образовања и знања неколико језика, браћа своје литерарне склоности реализују кроз превођење, писање критика, есеја, приповедака, историјских студија, мемоара... до врло успешних драматизација

## Филмографија
| Год.    | Назив                                         | Улога                                    |
| ------- | --------------------------------------------- | ---------------------------------------- |
| 1960-те |                                               |                                          |
| 1966.   | Рој                                           | Господар Милоје                          |
| 1966.   | Сан                                           | Судија                                   |
| 1966.   | Преноћиште                                    |                                          |
| 1967.   | Јутро                                         |                                          |
| 1967.   | Боксери иду у рај                             | Говорник                                 |
| 1967.   | Кад будем мртав и бео                         | Вођа штрајкача                           |
| 1967.   | Дивље семе                                    | Кмет                                     |
| 1968.   | Силе (ТВ)                                     |                                          |
| 1968.   | Сарајевски атентат                            | Симо Милић (стари)                       |
| 1968.   | Вукадин                                       |                                          |
| 1968.   | Узрок смрти не помињати                       |                                          |
| 1968.   | Код Лондона                                   |                                          |
| 1968.   | Власници кључева                              |                                          |
| 1968.   | Под стакленим звоном                          |                                          |
| 1968.   | Ноћ и магла                                   | Емил Риго, муж                           |
| 1968.   | Једног дана, једном човјеку                   |                                          |
| 1968.   | Дама с камелијама                             |                                          |
| 1968.   | Дошљаци                                       |                                          |
| 1969.   | Рађање радног народа                          | Богољуб Љуба Станић                      |
| 1969.   | Скандал (ТВ)                                  |                                          |
| 1969.   | Плава Јеврејка                                |                                          |
| 1970-те |                                               |                                          |
| 1970.   | Бубе у глави                                  |                                          |
| 1970.   | Случај Опенхајмер                             | Гордон Греј                              |
| 1970.   | Дан који треба да остане у лепој успомени     |                                          |
| 1971.   | Чедомир Илић                                  | Јован Матовић                            |
| 1971.   | Велики посао                                  |                                          |
| 1971.   | Суђење Флоберу                                |                                          |
| 1971.   | Нирнбершки епилог                             | Вилхелм Кајтел                           |
| 1972.   | Изданци из опаљеног грма                      | 1972. \|\| Коперник \|\| Бискуп Дантишек |
| 1972.   | Сарајевски атентат                            | Др. Елбауер бранилац Гаврила Принципа    |
| 1972.   | Паљење Рајхстага                              |                                          |
| 1972.   | Драги Антоан                                  |                                          |
| 1972.   | Човек који је бацио атомску бомбу на Хирошиму | Судија                                   |
| 1972.   | Афера недужне Анабеле                         |                                          |
| 1974.   | Девојка бржа од коња                          |                                          |
| 1974.   | Црна листа                                    | Господин Чарлс Монарчи                   |
| 1975.   | Познајете ли Павла Плеша?                     |                                          |
| 1975.   | Живе везе                                     |                                          |
| 1975.   | Суђење (ТВ)                                   | Судија                                   |
| 1976.   | Другови морнари, здраво!                      |                                          |
| 1976.   | Човек који је бомбардовао Београд             | Фелдмаршал Евалд фон Клајст              |
| 1977.   | Црни дани                                     |                                          |
| 1978.   | Повратак отписаних                            | Министар                                 |
| 1978.   | Шпански захтев                                | Гијом Де Крој, васпитач краља Чарлса     |
| 1978.   | Пуцањ у шљивику преко реке                    | Отац Миливојев                           |
| 1979.   | Јована Лукина                                 |                                          |
| 1979.   | Усијање                                       | Блажо                                    |
| 1980-те |                                               |                                          |
| 1980.   | Слом                                          | Др. Срђан Будисављевић, министар         |
| 1981.   | Дувански пут                                  | Др. Блажо                                |
| 1982.   | Земља ТВ филм                                 |                                          |
| 1982.   | Вариола Вера                                  | Академик Костић                          |
| 1982.   | Време на летала                               |                                          |
| 1984.   | Џогинг (филм)                                 | Професор                                 |
| 1985.   | Црвена барака                                 | Ђенерал Јовановић                        |
| 1986.   | Лепота порока                                 | Јагликин отац                            |
| 1986.   | Лијепе жене пролазе кроз град                 | Спира                                    |
| 1987.   | Трето доба                                    |                                          |
| 1987.   | Бекство из Собиборa                           | Старац                                   |
| 1990-те |                                               |                                          |
| 1992.   | Време, живот                                  |                                          |